# El pequeño chico de Manly

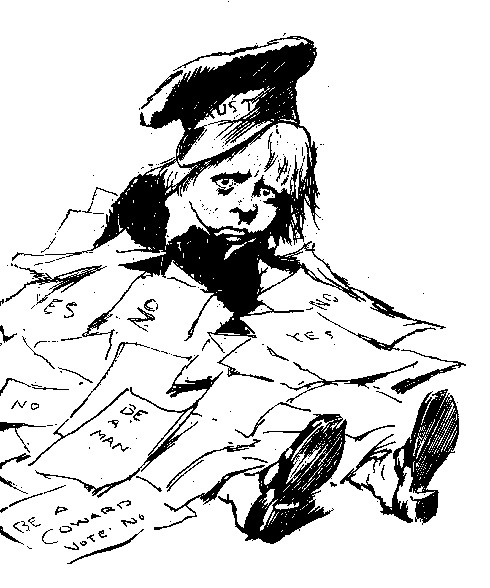
The Little Boy from Manly dibujado por Norman Lindsay durante el plebiscito de reclutamiento de 1916.

El chiquillo de Manly (en inglés: Little Boy from Manly) fue una personificación nacional de Nueva Gales del Sur, para más tarde convertirse en la de Australia. Fue creado por el dibujante Livingston Hopkins The Bulletin en abril de 1885.
En marzo de 1885, cuando el contingente de Nueva Gales del Sur estaba a punto de partir para la expedición del Nilo en Sudán, se le envió una carta al primer ministro William Bede Dalley que contenía un cheque de 25 libras esterlinas para el Fondo Patriótico que se despedía así: "con mis mejores deseos de parte del chiquillo de Manly". Era la primera aventura militar de Australia en el extranjero, y el niño se convirtió en un símbolo del patriotismo australiano, mientras que para los opositores tal cosa era una muestra de chauvinismo sin sentido. Hopkins puso al niño en una caricatura, vestido con los pantalones y la camisa de volantes asociados con los colegiales de cuentos ingleses de la clase namby-pamby. En las décadas siguientes, se convirtió en el símbolo de la publicación The Bulletin y símbolo de la joven Australia.